# نيو فري رانير
نيو فري رانير (بالإنجليزية: Neo FreeRunner)‏ هو هاتف ذكي يعمل بنظام أندرويد، تم طرحه في الأسواق في 3 يوليو 2008، تم بيع 10000 جهاز منه.

## الخصائص
- نظام التشغيل: أندرويد
- المعالج: 400 ميجا هرتز
- الذاكرة: 128 ميجابايت

‌